# La Matera

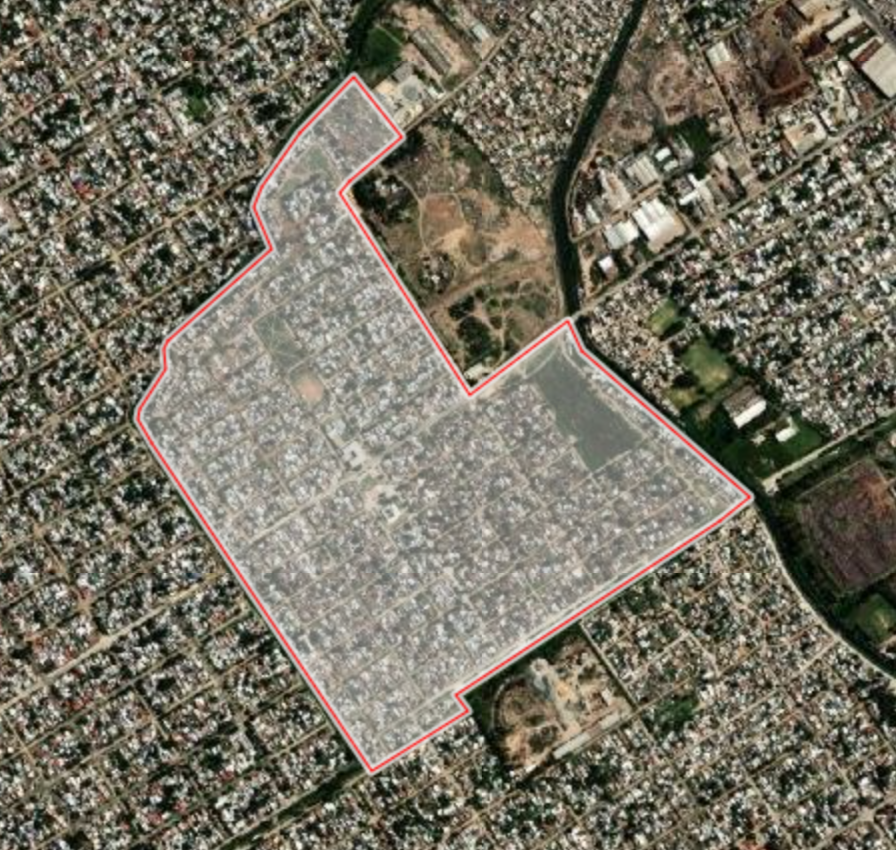
Delimitación del barrio "La Matera".

La Matera es un barrio popular localizado en la Provincia de Buenos Aires al oeste del partido de Quilmes en la localidad de San Francisco Solano.
El barrio se fundó el 31 de Marzo del año 2000 tras un fallido programa denominado «Asentamientos Planificados». Esto derivó en la toma de las tierras por quienes originalmente habían sido inscritas en el programa, familias necesitadas y quienes se aprovecharon del caos para sacar provecho de la situación.

## El Barrio
La Matera cuenta con una superficie de 701.390m² y, hacia diciembre de 2023, albergaba a aproximadamente 2.629 familias en unas 2.390 viviendas.

### Acceso a los servicios básicos y demografía
Según el Registro Nacional de Barrios Populares (RENABAP), se estima que el 100 % de los residentes de La Matera cuentan con conexiones irregulares tanto a la red eléctrica como a la red de agua. Ninguno de ellos posee una conexión a gas natural y el 100% es vía garrafa.
Según el censo local del 2010 sobre barrios populares de Quilmes indica que en La Matera, el 35,7% de los hogares no cuenta con provisión de agua dentro de la vivienda, y el 2% carece de acceso al agua incluso dentro del terreno. Además, el 74,4 % de las viviendas no dispone de inodoro con descarga de agua, lo que refleja una situación crítica en términos de infraestructura sanitaria. Las viviendas presentan alto grado de precariedad: el 96,8 % eran deficientes en servicios básicos, el 74,4 % carecía de inodoro con descarga, y el 34,6 % de los hogares sufría hacinamiento (más de tres personas por ambiente).

### Características urbanísticas
En el centro del barrio La Matera  se ubica el Centro Integrador Comunitario (CIC), inaugurado a fines de 2011 tras una adaptación, ampliación y puesta a punto de la anterior Unidad Sanitaria.
El barrio dispone de equipamiento educativo básico: la Escuela Primaria N.º 87 y el Jardín de Infantes N.º 962 (calle 890, entre 816 y 815) que cubren los niveles inicial y primario. Actualmente se está construyendo un centro educativo de nivel secundario, «Escuela de Educación Secundaria “La Matera”».
Otros espacios incluyen la Plaza Central ubicada en la calle 891 bis y el Club Real Solano (club infantil de fútbol) en las calles 889 y esquina 815.
Se han realizado obras de infraestructura urbana: se pavimentaron unas 35 cuadras y se instalaron nuevas luminarias LED a partir de 2019. También se completó la instalación de gas natural en la escuela primaria (abierta en 2008).
En marzo de 2025 se habilitó por primera vez un ramal de colectivo urbano (línea 263 x La Matera) que cruza el barrio y lo conecta con las estaciones de FFCC de Burzaco, Quilmes y Bernal, así como también con el Hospital Dr. Eduardo Oller, la E.E.S.T Nº 3 "República de Italia" y la Universidad Nacional de Quilmes, entre otros.

## Plan de Regularización Dominial y Urbana
El Programa por el cual se pretendía ceder los lotes a los inscritos en él se implementaba desde la Secretaría de tierras y Urbanismo de la Provincia de Buenos Aires, a cargo de Delfor “Gorrión” Jiménez, durante la gestión del Gobernador Eduardo Duhalde.
El plan consistía en que la Secretaría de Tierras y Urbanismo firmaba un convenio con el Banco de la Provincia de Buenos Aires, solicitando la otorgación de un crédito para cada familia.
El crédito debía financiar la compra de un lote con servicios (agua, luz, cloacas) y la construcción de una vivienda, como parte de la planificación de un nuevo barrio en la localidad, en este caso en el predio denominado "La Matera". Este tipo de operatoria estaba previsto en el marco del "Plan de Regularización Dominial y Urbana", creado por el Gobierno de la Provincia de Buenos Aires en diciembre de 1996 y definido por el Convenio firmado el 25 de noviembre de ese año entre el Ministerio de Economía, la Unidad Ejecutora de Reconstrucción del Gran Buenos Aires, el Banco Provincia y la Secretaría de Tierras y Urbanismo. 
Según dicho convenio, "La Secretaría" actuaría como Autoridad de Aplicación de los programas establecidos en el Decreto 2815/96, entre ellos el de Asentamientos Planificados, y estaba encargada de determinar y comunicar al Banco Provincia los destinatarios de los préstamos personales a otorgar, los montos y el proyecto correspondiente (Cláusula Segunda).
Una vez aprobado el crédito, correspondía notificar a los beneficiarios para que firmaran el contrato correspondiente con los representantes del Banco Provincia, y luego formalizar la escritura traslativa de dominio en un plazo de 60 días hábiles, tal como lo indica la Cláusula Preliminar del convenio: “Formalizado el otorgamiento del préstamo, las escrituras traslativas de dominio le serán entregadas a los compradores dentro de los 60 días hábiles de la formalización, no pudiendo las partes, por causa alguna, proceder a retener las escrituras”.
Sin embargo, este último paso nunca se cumplió: los vecinos jamás fueron notificados ni firmaron contrato alguno, por lo que desconocían que habían sido incorporados al plan de lotes con vivienda. No obstante, el Banco Provincia los registró como beneficiarios del préstamo y, en mayo de 1999, comenzaron a recibir intimaciones para el pago de cuotas correspondientes al crédito. Es decir, se los trataba como deudores de un préstamo que nunca fue efectivamente otorgado, ya que no habían recibido ninguna adjudicación formal de terreno ni vivienda, ni firmado contrato alguno, incumpliéndose así lo previsto por las Cláusulas Preliminar y Primera del convenio.
Ante esta situación, los vecinos comenzaron a autoconvocarse en busca de una solución colectiva. A la ausencia de escritura y adjudicación se sumaba que no se respetó lo indicado en la Cláusula Quinta, la cual establecía que los deudores debían otorgar a la Secretaría un poder de venta irrevocable en caso de morosidad, con el compromiso de que antes de ejecutarlo se consideraría su situación social. Esto también quedó en letra muerta, ya que ni siquiera se había formalizado la relación jurídica original.
Finalmente, la obra quedó abandonada, sin adjudicatarios claros ni seguimiento estatal, lo que facilitó la ocupación espontánea del predio por quienes originalmente habían sido inscriptas en el frustrado programa y otras familias también necesitadas.